# Julius Leisching
Julius Eduard Josef Leisching (7. srpna 1865, Vídeň – 25. května 1933, tamtéž) byl rakouský architekt, muzejník a historik umění.

## Rodina
Julius Leisching se narodil ve Vídní v rodině německých evangelíků, kteří do Vídně přišli ze středního Německa. Jeho otec Eduard Leisching byl obchodníkem z durynské Langensalzy. Matka Antonie roz. Götzová pocházela z Lipska. V roce 1894 se Julius Leisching ve Vídni oženil s Mathildou Benedikterovou. Bratr Julia Leischinga Eduard se rovněž prosadil v muzejnictví a v oboru dějiny umění, působil ve vídeňském Uměleckoprůmyslovém muzeu, kde v letech 1909-1925 zastával pozici ředitele.

## Život a dílo
Julius Leisching vystudoval architekturu na Vysoké škole technické ve Vídni. Po studiu působil jako architekt v Drážďanech a posléze opět ve Vídni. V České republice je jeho architektonická tvorba zastoupena realizacemi evangelických kostelů v Třinci a v Bohumíně. Jeho zájmem však byla i oblast užitého umění a teorie umění. V necelých třiceti letech byl jmenován ředitelem Uměleckoprůmyslového muzea v Brně. Působil v něm od roku 1893 do roku 1921 a stal se v tomto nejstarším českém uměleckoprůmyslovým muzeu dosud jeho nejvýznamnější osobností. Reorganizoval celou instituci, zřídil nové expozice koncipované dle zásad Gottfrieda Sempera, zavedl studijní depozitáře, reorganizoval muzejní časopis, vedl rozsáhlou organizační muzejnickou práci, během níž se brněnská instituce stala ústředním pracovištěm rakouských uměleckoprůmyslových muzeí a od r. 1912 pak všech rakouských muzeí vůbec. Kromě centrální úlohy na poli muzejnictví se brněnské uměleckoprůmyslové muzeum stalo i centrem německojazyčných vlastivědných muzeí a památkové péče na Moravě. Po vzniku národního státu byl Julius Leisching vzhledem ke své národnosti donucen odejít ze svého postu ředitele i z Československa vůbec. Uplatnění nalezl v Salcburku, kde se stal ředitelem tamního muzea (Salzburger Museum Carolino-Augusteum). Zemřel ve Vídni v roce 1933.